# Дахма в Йезде
Башни молчания или дахма зороастрийцев (перс. دخمه زرتشتیان‎, дахме-е зартоштиян) — две башни, расположенные на двух соседних холмах в 15 километрах к юго-востоку от города Йезд.

## Назначение

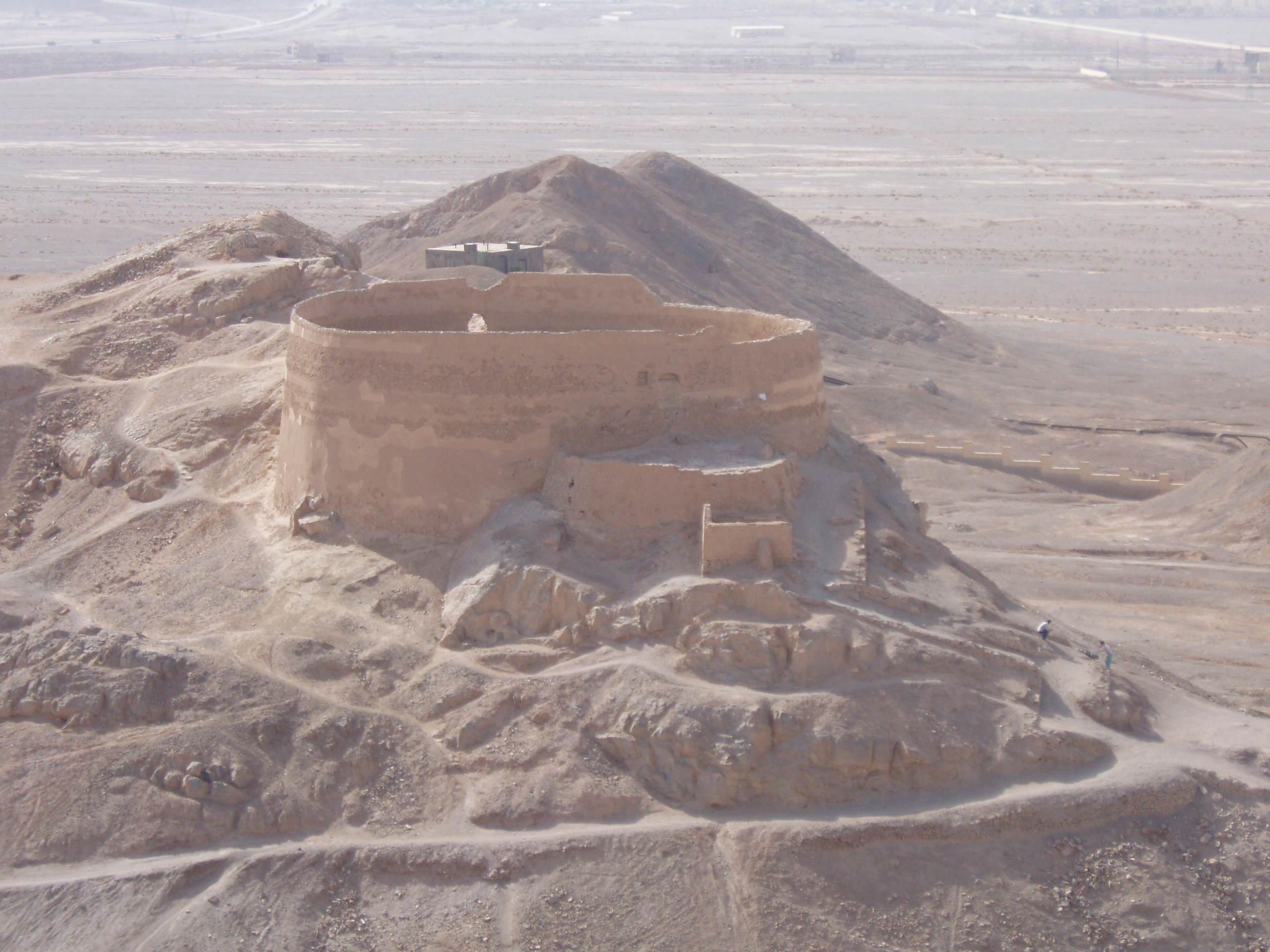
Башня молчания (дахма) близ города Йезд

Зороастрийцы сверху на башне молчания клали мертвецов, чтобы их поедали птицы-трупоеды. После этого кости сбрасывали в ямы внутри башен, где дождь смывал остатки плоти. Согласно верованиям зороастрийцев, можно было хоронить только очищенные кости, чтобы «нечистая» плоть мертвецов не «оскверняла» землю.

## Галерея

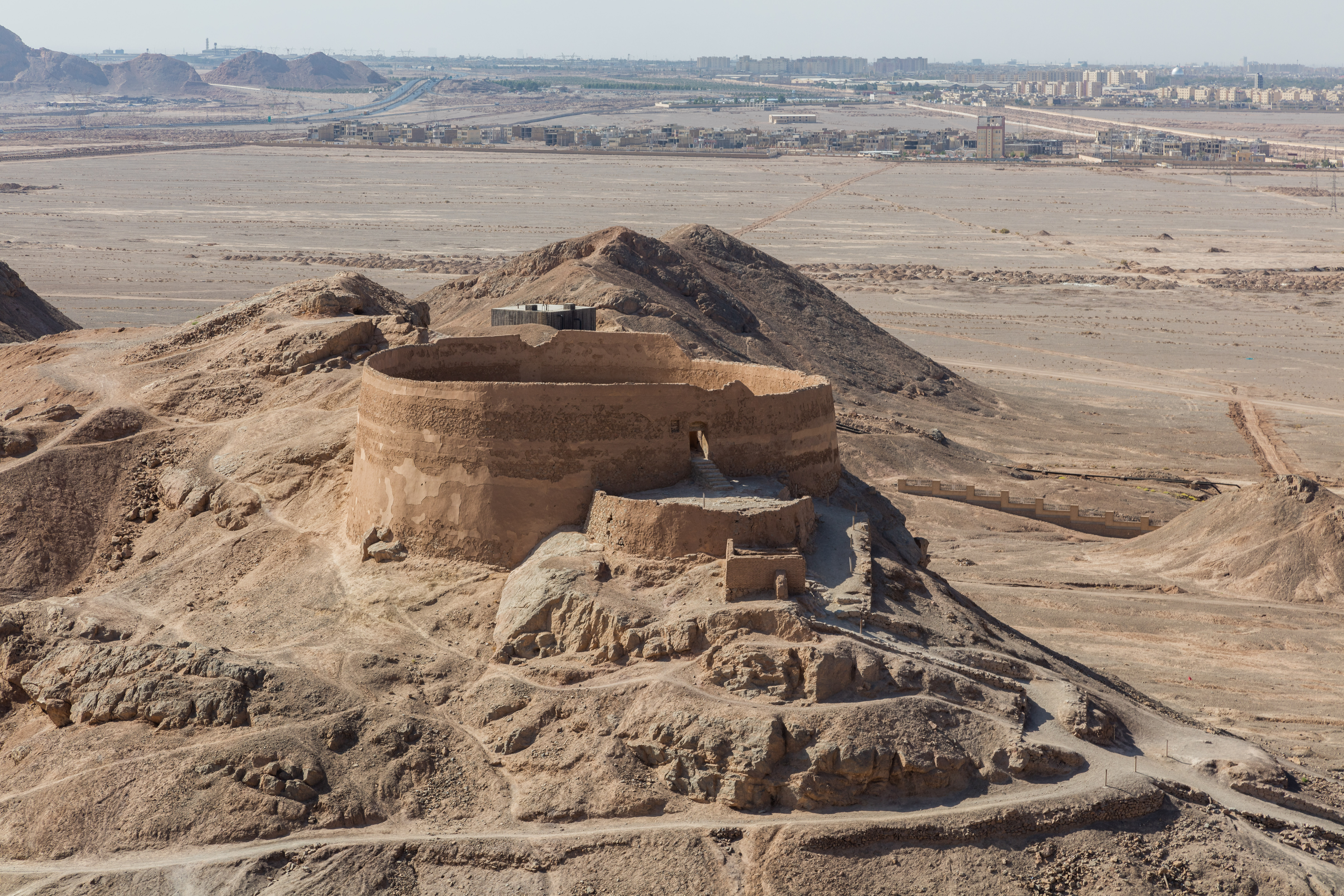
Дахма в Йезде, Иран. Здание больше не используется.
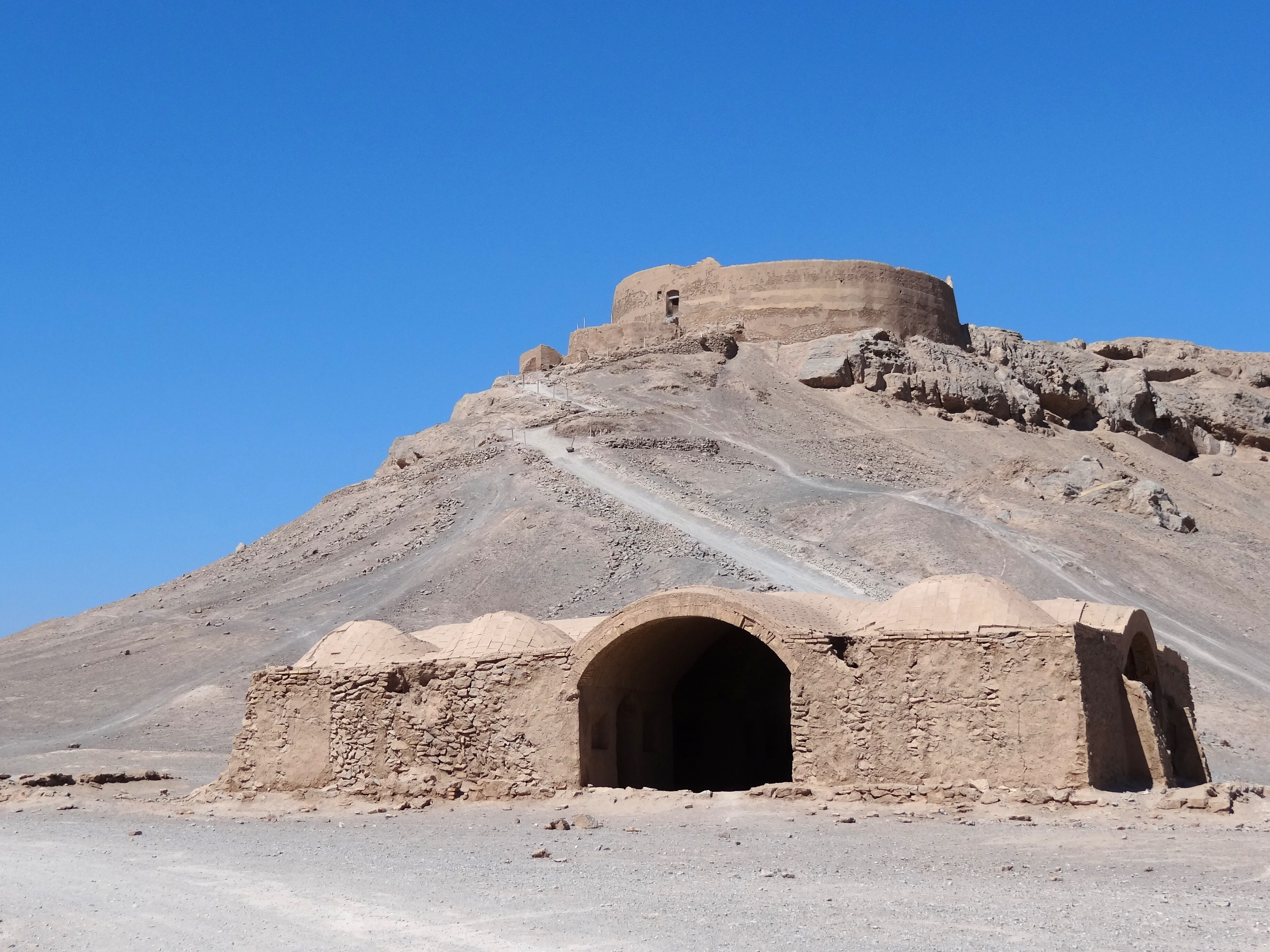
Башня молчания (дахма) близ города Йезд
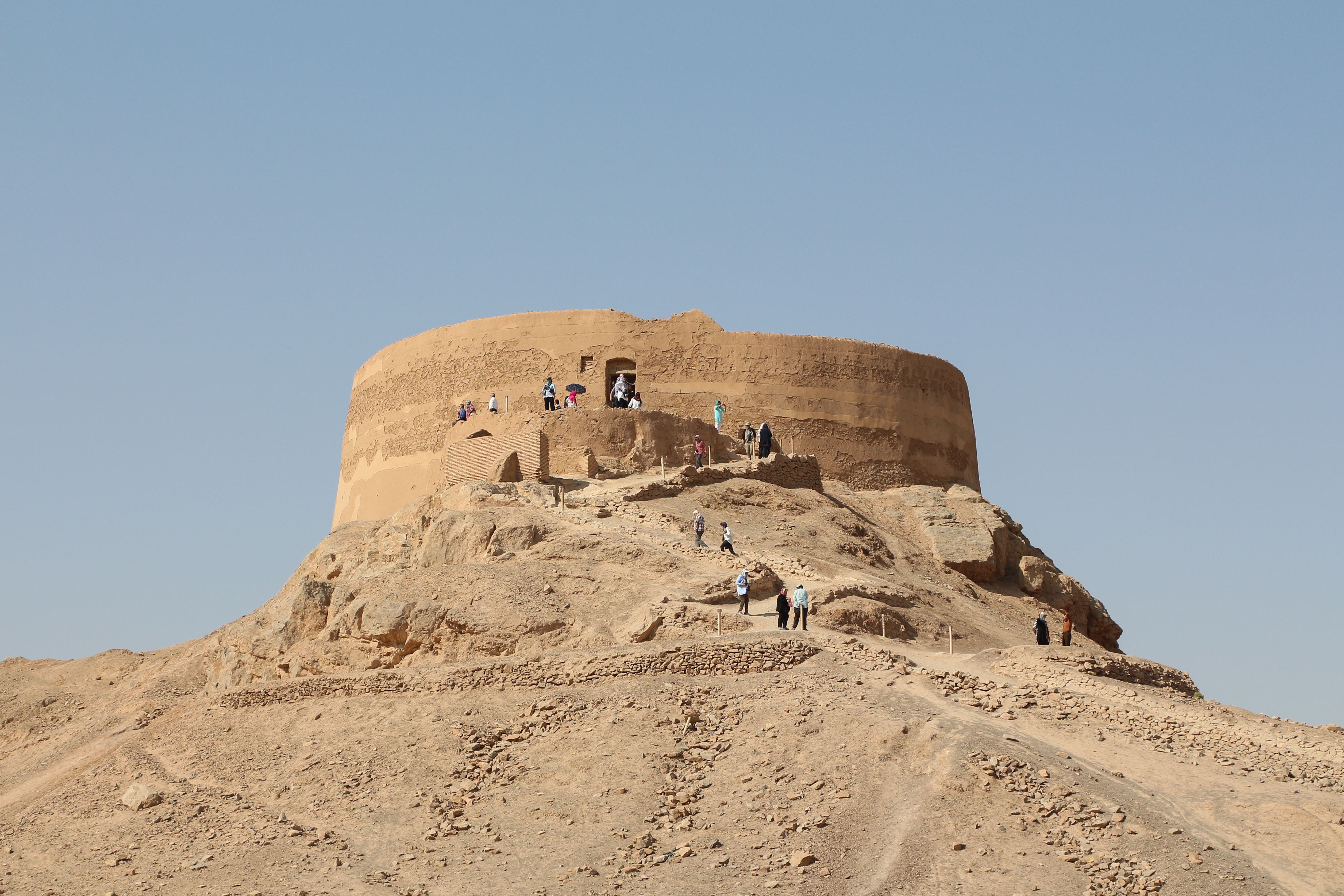
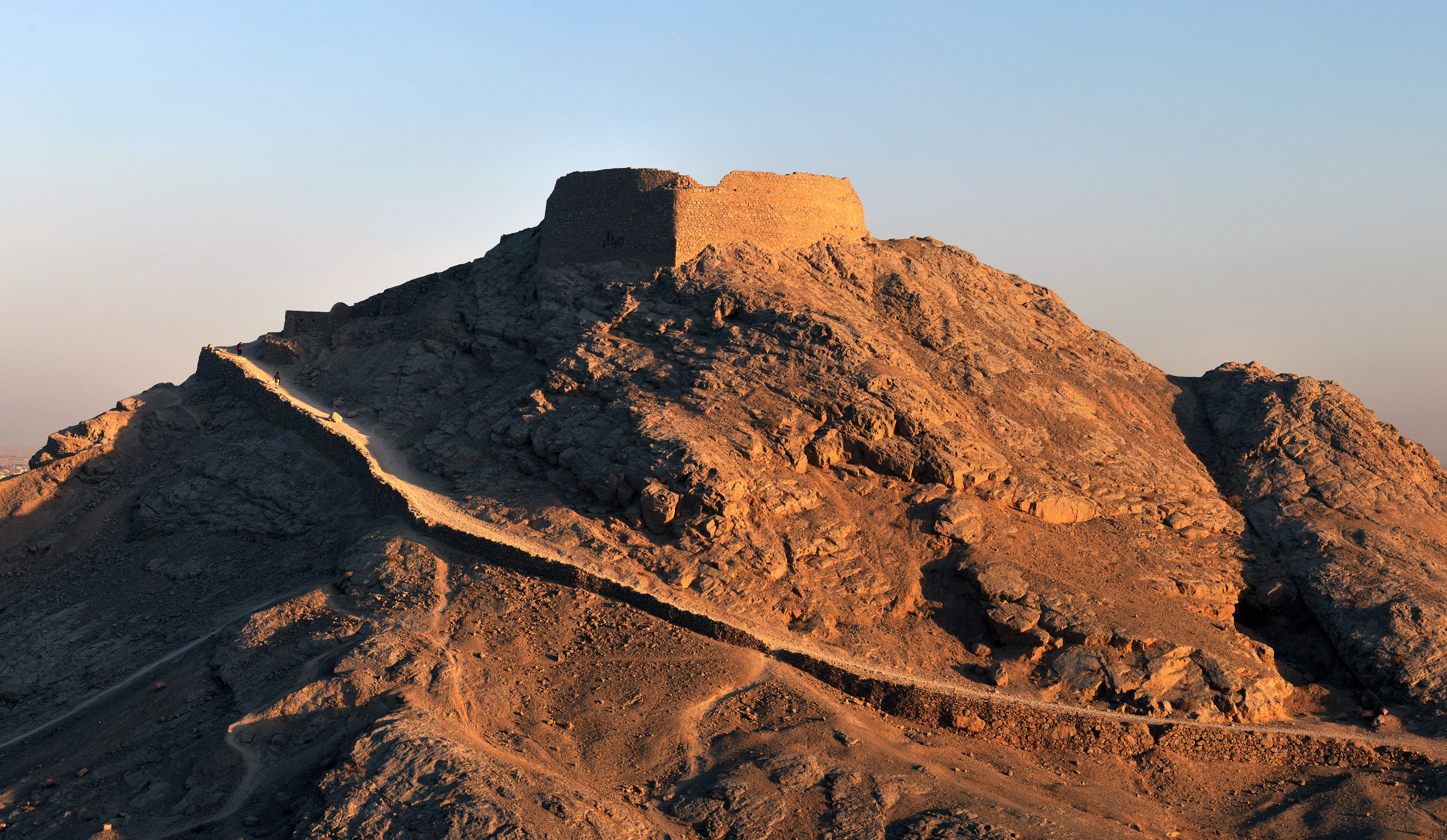
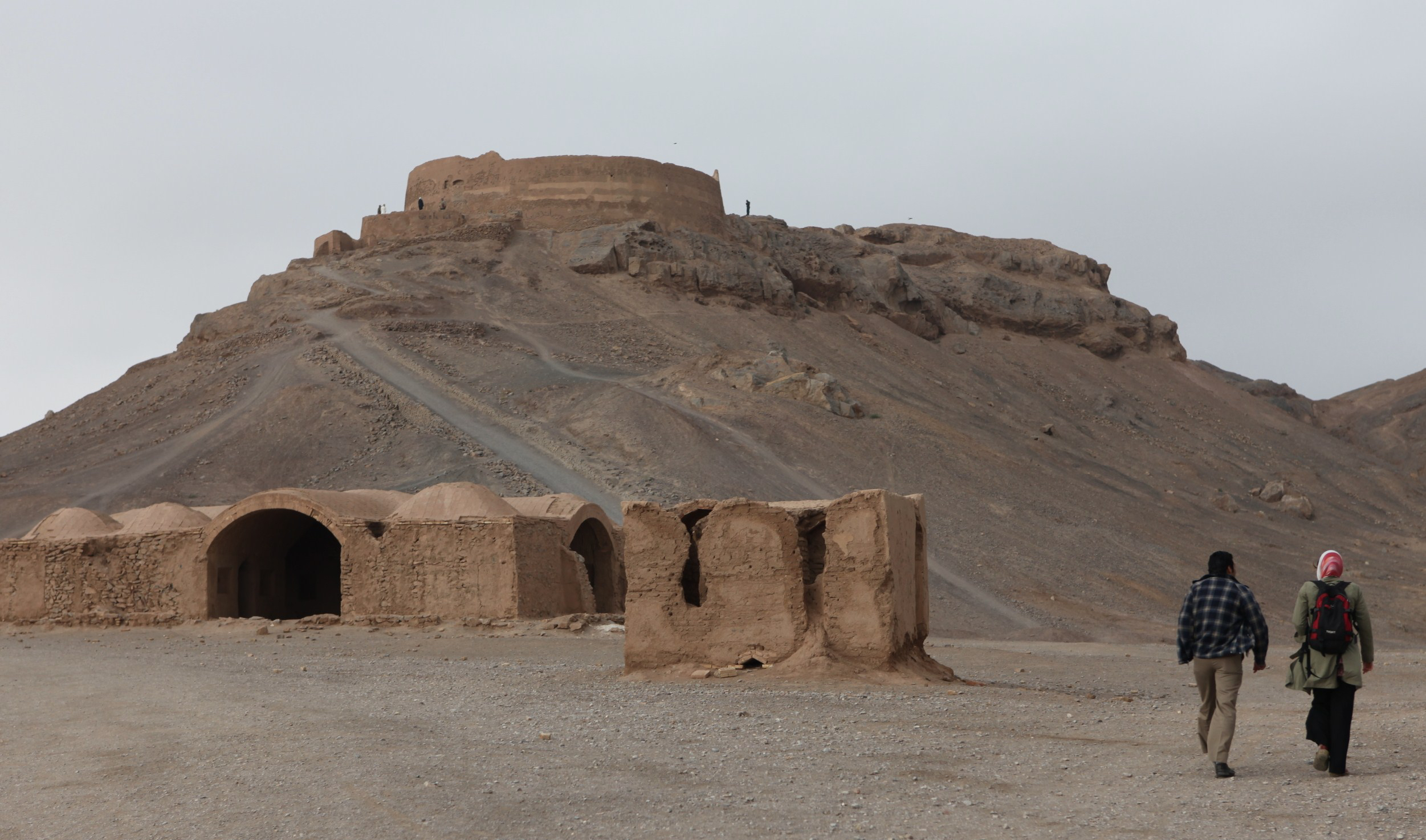
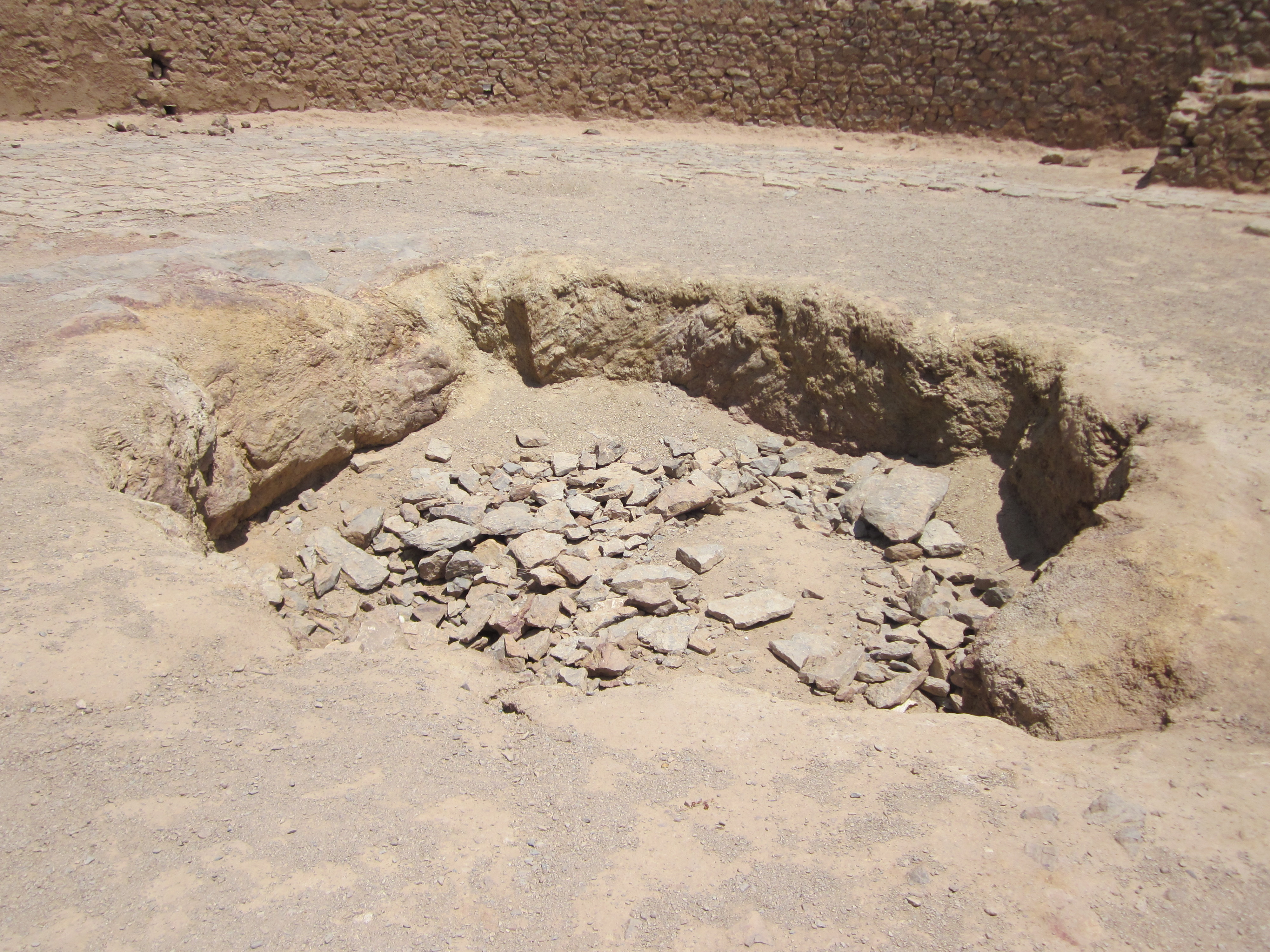
Центральная яма (ныне несуществующей) башни молчания в Йезде, Иран